# 상극한과 하극한

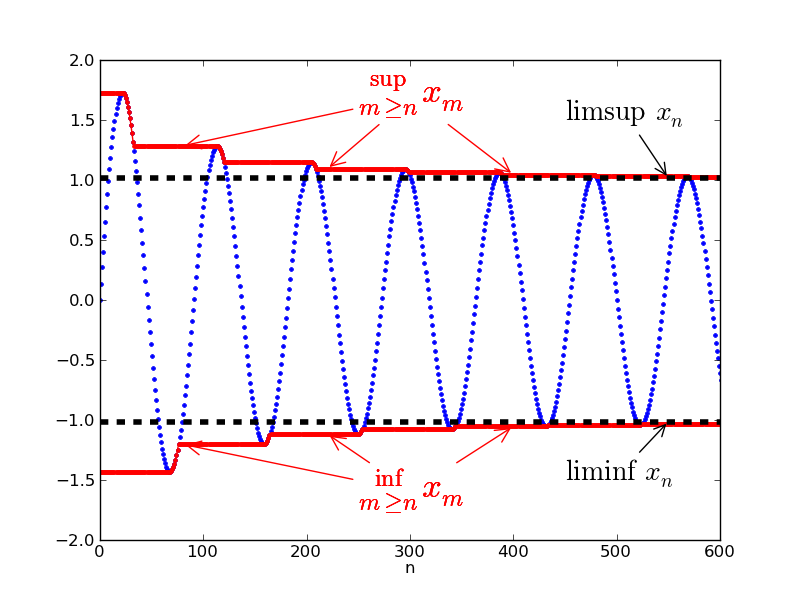
수열의 상극한과 하극한. 파란 선은 수열 이고, 두 빨간 곡선은 수열의 경계이며 의 상극한과 하극한(검은 선)으로 수렴한다.

수학에서, 수열의 상극한(上極限, 영어: limit superior)과 하극한(下極限, 영어: limit inferior)은 간단히 말하면 일종의 수열의 경계의 극한이다. 함수의 상극한과 하극한도 이와 비슷하다. 집합의 극한점의 상한·하한으로 생각할 수도 있다. 상극한의 기호는 {\displaystyle \limsup } 또는 {\displaystyle \varlimsup }이며, 하극한의 기호는 {\displaystyle \liminf } 또는 {\displaystyle \varliminf }이다.

## 정의
상극한과 하극한은 기본적으로 부분 순서를 갖춘 위상 공간 속의 점렬 및 그 일반화에 대하여 정의되는 개념이다. 위상수학에서, 점렬의 개념은 그물과 필터(또는 필터 기저)로 일반화된다. 필터는 집합족의 일종이며, 상극한·하극한의 개념은 임의의 집합족에 대하여 일반화된다.
또한, 임의의 함수 {\displaystyle f\colon X\to Y} 및 임의의 점 {\displaystyle x_{0}\in X}가 주어졌을 때, {\displaystyle f}가 {\displaystyle x_{0}}의 근방에서 취하는 값들의 집합족을 정의할 수 있으며, 이를 통해 함수 {\displaystyle f}의, 특정한 점 {\displaystyle x_{0}\in X}에서의 상극한·하극한을 정의할 수 있다.

### 집합족
{\displaystyle Y}가 완비 격자라고 하자. {\displaystyle Y} 속의 집합족 {\displaystyle {\mathcal {B}}\subseteq {\mathcal {P}}(Y)}가 주어졌다고 하자. 그렇다면, {\displaystyle Y}의 부분 집합
{\displaystyle \{\sup B\colon B\in {\mathcal {B}}\}}
{\displaystyle \{\inf B\colon B\in {\mathcal {B}}\}}
을 정의할 수 있다. 만약 {\displaystyle {\mathcal {B}}}가 하향 집합족라면 이들 역시 하향 집합이며, 만약 {\displaystyle {\mathcal {B}}}가 상집합이라면 이들 역시 상집합이다. 즉, 만약 {\displaystyle {\mathcal {B}}}가 필터라면 이들 역시 필터이다.
이제, {\displaystyle Y}에 추가로 하우스도르프 위상이 부여되었다고 하고, {\displaystyle {\mathcal {B}}}가 하향 집합족이라고 하자. 그렇다면,
{\displaystyle \sup \colon {\mathcal {B}}\to Y}
{\displaystyle \sup \colon (B\in {\mathcal {B}})\to \sup B}
는 그물을 이룬다. 만약 이 그물이 수렴한다면, {\displaystyle {\mathcal {B}}}의 상극한은 이 그물의 극한이다.
{\displaystyle \limsup {\mathcal {B}}=\lim _{B\to \bot }\sup B}
마찬가지로, {\displaystyle {\mathcal {B}}\subseteq {\mathcal {P}}(Y)}가 상향 집합족이라고 하자. 그렇다면,
{\displaystyle \inf \colon {\mathcal {B}}\to Y}
{\displaystyle \inf \colon (B\in {\mathcal {B}})\mapsto \inf B}
는 그물을 이룬다. 만약 이 그물이 수렴한다면, {\displaystyle {\mathcal {B}}}의 하극한은 이 그물의 극한이다.
{\displaystyle \liminf {\mathcal {B}}=\lim _{B\to \top }\inf B}

### 그물과 점렬
다음과 같은 데이터가 주어졌다고 하자.
- 부분 순서가 주어진 위상 공간 {\displaystyle Y}
- 상향 원순서 집합 {\displaystyle (I,\lesssim )}
- {\displaystyle Y} 위의 그물 {\displaystyle y\colon I\to Y}

그렇다면, 그물 {\displaystyle y}의 꼬리들의 필터 기저
{\displaystyle \operatorname {tail} (y)=\left\{\{y_{i}\colon i\leq i_{0}\}\colon i_{0}\in I\right\}}
를 생각하자. 그물 {\displaystyle y}의 상극한 및 하극한은 필터 기저 {\displaystyle \operatorname {tail} (y)} (또는 이로부터 생성되는 필터)의 상극한·하극한이다.
{\displaystyle \limsup _{i\to \infty }y_{i}=\limsup \operatorname {tail} (y)}
{\displaystyle \liminf _{i\to \infty }y_{i}=\liminf \operatorname {tail} (y)}
특히, {\displaystyle Y}의 점렬 {\displaystyle y\colon \mathbb {N} \to Y}은 그물의 특수한 경우이므로, 그 상극한·하극한이 정의된다.
특히, {\displaystyle Y}가 순서 위상이 부여된 전순서 집합이며, 모든 상한과 하한이 존재한다고 하자 (예를 들어, 확장된 실수 {\displaystyle Y={\bar {\mathbb {R} }}=[-\infty ,\infty ]}). 그렇다면, 상극한·하극한의 정의는 다음과 같이 쓸 수 있다.
{\displaystyle \limsup _{i\to \infty }y_{i}=\lim _{i_{0}\to \infty }\sup _{i\geq i_{0}}y_{i}=\inf _{i_{0}\in I}\sup _{i\geq i_{0}}y_{i}}
{\displaystyle \liminf _{i\to \infty }y_{i}=\lim _{i_{0}\to \infty }\inf _{i\geq i_{0}}y_{i}=\sup _{i_{0}\in I}\inf _{i\geq i_{0}}y_{i}}

### 함수

의 그래프 (위상수학자의 사인 곡선)

다음과 같은 데이터가 주어졌다고 하자.
- 부분 순서가 주어진 위상 공간 {\displaystyle Y}
- 위상 공간 {\displaystyle X}
- 함수 {\displaystyle f\colon X\to Y}
- 점 {\displaystyle x_{0}\in X}

그렇다면, 다음과 같은 집합족을 생각할 수 있다.
{\displaystyle B_{f,x_{0},U}=f(U\setminus \{x_{0}\})=\left\{f(x)\colon x\in U\setminus \{x_{0}\}\right\}}
{\displaystyle {\mathcal {B}}_{f,x_{0}}=\left\{B_{f,U,x_{0}}\colon U\in {\mathcal {N}}_{X,x_{0}}\right\}}
여기서 {\displaystyle {\mathcal {N}}_{X,x_{0}}}는 {\displaystyle x_{0}\in X}의 근방 필터이다. 즉, {\displaystyle x_{0}}의 근방에서 {\displaystyle f}가 취하는 값들의 집합족이다. {\displaystyle {\mathcal {B}}_{f,x_{0}}}는 {\displaystyle Y} 속의 필터를 이룬다.
{\displaystyle f}의 {\displaystyle x_{0}\in X}에서의 상극한 {\displaystyle \textstyle \limsup _{x\to x_{0}}f(x)}과 하극한 {\displaystyle \textstyle \liminf _{x\to x_{0}}f(x)}은 각각 필터 {\displaystyle {\mathcal {B}}_{f,x_{0}}}의 상극한과 하극한이다.
{\displaystyle \limsup _{x\to x_{0}}f(x)=\limsup {\mathcal {B}}_{f,x_{0}}}
{\displaystyle \liminf _{x\to x_{0}}f(x)=\liminf {\mathcal {B}}_{f,x_{0}}}
특히, 만약 {\displaystyle Y}가 순서 위상이 부여된 완비 전순서 집합이라고 하자 (예를 들어, 확장된 실수 {\displaystyle Y={\bar {\mathbb {R} }}=[-\infty ,\infty ]}). 그렇다면 이는 다음과 같이 쓸 수 있다.
{\displaystyle \limsup _{x\to x_{0}}f(x)=\inf _{U\in {\mathcal {N}}_{X,x_{0}}}\sup f\left(U\setminus \{x_{0}\}\right)}
{\displaystyle \limsup _{x\to x_{0}}f(x)=\sup _{U\in {\mathcal {N}}_{X,x_{0}}}\inf f\left(U\setminus \{x_{0}\}\right)}

## 성질

### 존재
다음과 같은 데이터가 주어졌다고 하자.
- 순서 위상이 부여된 완비 전순서 집합 {\displaystyle (X,\leq )}
- 하향 원순서 집합 {\displaystyle (I,\lesssim )}
- 순서를 보존하는 그물 {\displaystyle x\colon I\to X}. 즉, 만약 {\displaystyle i,i'\in I}에 대하여 {\displaystyle i\lesssim i'}이라면 {\displaystyle x_{i}\leq x_{i'}}이다.

그렇다면, {\displaystyle x}는 {\displaystyle \{x_{i}\}_{i\in I}}의 하한으로 수렴한다.
{\displaystyle \lim _{i\to \bot }x_{i}=\inf _{i\in I}x_{i}}
따라서, 만약 {\displaystyle (X,\leq )}가 순서 위상이 부여된 완비 전순서 집합 {\displaystyle (X,\leq )}이라면, {\displaystyle X} 위의 필터 기저 {\displaystyle {\mathcal {B}}}는 항상 상극한과 하극한을 가지며, 이들은 다음과 같다.
{\displaystyle \limsup {\mathcal {B}}=\inf _{B\in {\mathcal {B}}}\sup B}
{\displaystyle \liminf {\mathcal {B}}=\sup _{B\in {\mathcal {B}}}\inf B}
특히, 확장된 실수 {\displaystyle {\bar {\mathbb {R} }}=[-\infty ,\infty ]}는 완비 전순서 집합이므로, 이 속의 그물 및 수열은 항상 상극한과 하극한을 가진다.

### 극한과의 관계
다음과 같은 데이터가 주어졌다고 하자.
- 순서 위상이 부여된 완비 전순서 집합 {\displaystyle (X,\leq )}
- 하향 원순서 집합 {\displaystyle (I,\lesssim )}
- 그물 {\displaystyle x\colon I\to X}
- 점 {\displaystyle x_{0}\in X}

그렇다면, 다음 두 조건이 서로 동치이다.
- {\displaystyle \textstyle \lim _{i\in I}=x_{0}}. 즉, {\displaystyle (x_{i})_{i\in I}}는 {\displaystyle x_{0}\in X}로 수렴한다.
- {\displaystyle x_{0}=\limsup _{i\in I}=\liminf _{i\in I}}이다.

### 상극한과 하극한의 관계
임의의 순서체 {\displaystyle (K,\leq )} 속의 집합족 {\displaystyle {\mathcal {B}}\subseteq {\mathcal {P}}(K)}에 대하여 다음이 성립한다.
{\displaystyle -\liminf {\mathcal {B}}=\limsup(-{\mathcal {B}})}
{\displaystyle -{\mathcal {B}}=\{-B\colon B\in {\mathcal {B}}\}=\left\{\{-b\colon b\in B\}\colon B\in {\mathcal {B}}\right\}}
마찬가지로, 임의의 순서체 {\displaystyle (K,\leq )} 위의 그물 {\displaystyle x\colon I\to K}에 대하여, 상극한과 하극한에 대해 다음과 같은 관계가 성립한다.
{\displaystyle -\liminf _{i\to \infty }x_{i}=-\limsup _{n\to \infty }(-x_{i})}
{\displaystyle \inf _{i\in I}x_{i}\leq \liminf _{i\to \infty }x_{i}\leq \limsup _{i\to \infty }(x_{i})\leq \sup _{i\in I}x_{i}}
마찬가지로, 임의의 위상 공간 {\displaystyle X} 및 함수 {\displaystyle f\colon X\to K} 및 점 {\displaystyle x_{0}\in X}에 대하여, 다음이 성립한다.
{\displaystyle -\liminf _{x\to x_{0}}f(x)=\limsup _{x\to x_{0}}(-f(x))}
{\displaystyle \inf _{x\in X}f(x)\leq \liminf f(x)\leq \limsup _{x\to x_{0}}f(x)\leq \sup _{x\in X}f(x)}

### 가법성
순서체 {\displaystyle (K,\leq )} 속의 두 그물
{\displaystyle a,b\colon I\to K}
에 대하여, 만약 아래 부등식들의 우변이 존재한다면, 다음이 성립한다.
{\displaystyle \limsup _{i\in I}(a_{i}+b_{i})\leq \limsup _{i\in I}(a_{i})+\limsup _{i\in I}(b_{i})}
{\displaystyle \liminf _{i\in I}(a_{i}+b_{i})\geq \liminf _{i\in I}(a_{i})+\liminf _{i\in I}(b_{i})}
또한, 만약 {\displaystyle a}나 {\displaystyle b}가 수렴한다면, 위의 두 부등식은 등식이 된다.

## 예
수열 {\displaystyle x_{n}=\sin n}에 대하여, π가 무리수이므로 다음이 성립한다.
{\displaystyle \liminf _{n\to \infty }x_{n}=-1}
{\displaystyle \limsup _{n\to \infty }x_{n}=+1}
이는 균등 분포 정리에 의해 {\displaystyle 1,2,3,\ldots \,{\bmod {\,}}2\pi }가 균등 분포이기 때문이다.
쌍둥이 소수 추측은 다음과 같은 내용을 담는다.
{\displaystyle \liminf _{n\to \infty }(p_{n+1}-p_{n})=2}
여기서 {\displaystyle p_{n}}은 {\displaystyle n}번째 소수이다.

### 함수
위상수학자의 사인 곡선을 정의하는 함수
{\displaystyle f\colon \mathbb {R} \to \mathbb {R} }
{\displaystyle f\colon x\mapsto {\begin{cases}\sin(1/x)&x\neq 0\\0&x=0\end{cases}}}
를 생각하자. 그렇다면,
{\displaystyle \liminf _{x\to 0}f(x)=-1}
{\displaystyle \limsup _{x\to 0}f(x)=1}
이다. (사실, {\displaystyle f(0)}의 값은 어떻든 상관없다.)

## 참고 문헌
- Rudin, Walter (1976). 《Principles of mathematical analysis》. International Series in Pure and Applied Mathematics (영어) 3판. McGraw-Hill. ISBN 978-0-07-054235-8. MR 0385023. Zbl 0346.26002. 2014년 10월 6일에 원본 문서에서 보존된 문서. 2014년 10월 6일에 확인함.
- Rudin, Walter (1987). 《Real and Complex Analysis》 (영어) 3판. McGraw-Hill. ISBN 978-0-07-054234-1. MR 0924157. Zbl 0925.00005. 2014년 10월 6일에 원본 문서에서 보존된 문서. 2016년 6월 27일에 확인함.